# 北安普顿足球俱乐部
諾咸頓城足球會（英語：Northampton Town Football Club）是位於英格蘭北安普顿（Northampton）的足球會，自1994年10月搬遷到現時的錫斯菲爾斯球場作為主場球場，2005/06年球季升上英甲，但兩季後降級返回乙級聯賽。
北安普顿於1897年由一群教師成立，由於該市有悠久的造鞋業歷史而被暱稱為「製鞋匠」（Cobblers）。球隊以棗紅及白為主場球衣顏色，自1960年代開始與本地敵對球隊建立勢不兩立的關係。球隊於1965/66年球季曾在頂級的甲組聯賽渡過一季。1970年在一場足總杯第五圈對曼聯的比賽大敗2-8，個人射入6球，賽後獲得北安普顿的球員在比賽皮球上簽名作為紀念。

## 大事紀年
| 年 份   | 事 項                                                                                             |
| ------- | ------------------------------------------------------------------------------------------------- |
| 1899-00 | 加入中部聯賽（Midland League）                                                                                  |
| 1901-02 | 加入南部聯賽（Southern League），直接進入甲組比賽                                                                |
| 1908-09 | 南部聯賽冠軍                                                                                      |
| 1910-11 | 南部聯賽亞軍                                                                                      |
| 1920-21 | 足球聯盟南區丙組聯賽創始成員                                                                      |
| 1927-28 | 南區丙組聯賽亞軍                                                                                  |
| 1949-50 | 南區丙組聯賽亞軍                                                                                  |
| 1958-59 | 聯賽重組後被置於丁組聯賽                                                                          |
| 1960-61 | 丁組聯賽季軍，升級丙組                                                                            |
| 1962-63 | 丙組聯賽冠軍，升級乙組                                                                            |
| 1964-65 | 乙組聯賽亞軍，升級甲組                                                                            |
| 1966    | 甲組聯賽排第廿一位，降級乙組                                                                      |
| 1967    | 乙組聯賽排第廿一位，降級丙組                                                                      |
| 1969    | 丙組聯賽排第廿一位，降級丁組                                                                      |
| 1975-76 | 丁組聯賽亞軍，升級丙組                                                                            |
| 1977    | 丙組聯賽排第廿二位，降級丁組                                                                      |
| 1986-87 | 丁組聯賽冠軍，升級丙組                                                                            |
| 1990    | 丙組聯賽排第廿二位，降級丁組                                                                      |
| 1992-93 | 超聯成立，丁組改組為丙組〈IV〉                                                                    |
| 1996-97 | 丙組〈IV〉聯賽排第四位，附加賽準決賽兩回合累計4-2擊敗卡迪夫城，溫布萊決賽1-0擊敗，升級乙組〈III〉 |
| 1997-98 | 乙組〈III〉聯賽排第四位，附加賽準決賽兩回合累計4-3擊敗，溫布萊決賽0-1負於                         |
| 1999    | 乙組〈III〉聯賽排第廿二位，降級丙組〈IV〉                                                         |
| 1999-00 | 丙組〈IV〉聯賽季軍，升級乙組〈III〉                                                               |
| 2003    | 乙組〈III〉聯賽排第廿四位，降級丙組〈IV〉                                                         |
| 2003-04 | 丙組〈IV〉聯賽排第六位，附加賽準決賽兩回合累計3-3，十二碼4-5負於                                  |
| 2004-05 | 丙組〈IV〉更名英乙聯賽。英乙聯賽排第七位，附加賽準決賽兩回合累計0-1負於修安聯                     |
| 2005-06 | 英乙聯賽亞軍，升級英甲聯賽                                                                        |
| 2008-09 | 英甲聯賽排第廿三位，降級英乙聯賽                                                                  |
| 2012-13 | 英乙聯賽排第六位，附加賽準決賽兩回合累計2-0擊敗，溫布萊決賽0-3負於                                |
| 2015-16 | 英乙聯賽冠軍，升級英甲聯會                                                                        |
| 2021-22 | 英乙第四位，附加賽準決賽兩回合累計1-3负於曼斯菲                                                   |
| 2022-23 | 英乙聯賽季軍，升班英甲聯賽                                                                        |

資料來源：球會歷史資料庫（页面存档备份，存于）

## 近況
參見2015年至2016年英格蘭足球乙級聯賽
- 2015年11月2日，「諾咸頓球迷基金」（Northampton Town Supporters Trust，NTST）創辨人白賴仁·盧麥斯（Brian Lomax）去世，享年67歲，於1992年成立的「NTST」是首個同類型組職，對日後球迷參與會務影響深遠[1]。
- 2015年11月23日，前牛津聯主席奇雲·湯馬士（Kelvin Thomas）與時任主席戴维·卡多萨（David Cardoza）協議購入控制性股權[2]；11月26日，奇雲·湯馬士完成交易，並出任執行主席，隨即向稅務海關總署交付16萬6仟英鎊欠稅[3]。
- 2016年5月12日，領隊基斯·懷達（Chris Wilder）聯同助理領隊阿兰·尼尔（Alan Knill）轉投英甲[4]。

### 盃賽成績
| 圈數             | 日期          | 主／客   | 對賽球隊       | 紀錄                        |
| 聯 賽 盃         | 聯 賽 盃      | 聯 賽 盃 | 聯 賽 盃       | 聯 賽 盃                    |
| ---------------- | ------------- | -------- | -------------- | --------------------------- |
| 第一圈           | 2015年8月11日 | 主       | 黑池           | 勝3-0（页面存档备份，存于） |
| 第二圈           | 2015年8月25日 | 客       |                | 負1-4（页面存档备份，存于） |
| 聯 賽 錦 標      |               |          |                |                             |
| 第一圈（南區東） | 2015年9月1日  | 主       |                | 勝3-2（页面存档备份，存于） |
| 第二圈（南區東） | 2015年10月6日 | 客       |                | 負0-2（页面存档备份，存于） |
| 足 總 盃         |               |          |                |                             |
| 第一圈           | 2015年11月7日 | 客       |                | 勝2-1（页面存档备份，存于） |
| 第二圈           | 2015年12月5日 | 主       | 諾域治維多利亞 | 勝3-2（页面存档备份，存于） |
| 第三圈           | 2016年1月9日  | 主       | 米爾頓凱恩斯   | 和2-2（页面存档备份，存于） |
| 第三圈（重賽）   | 2016年1月19日 | 客       | 米爾頓凱恩斯   | 負0-3（页面存档备份，存于） |

## 主場球場

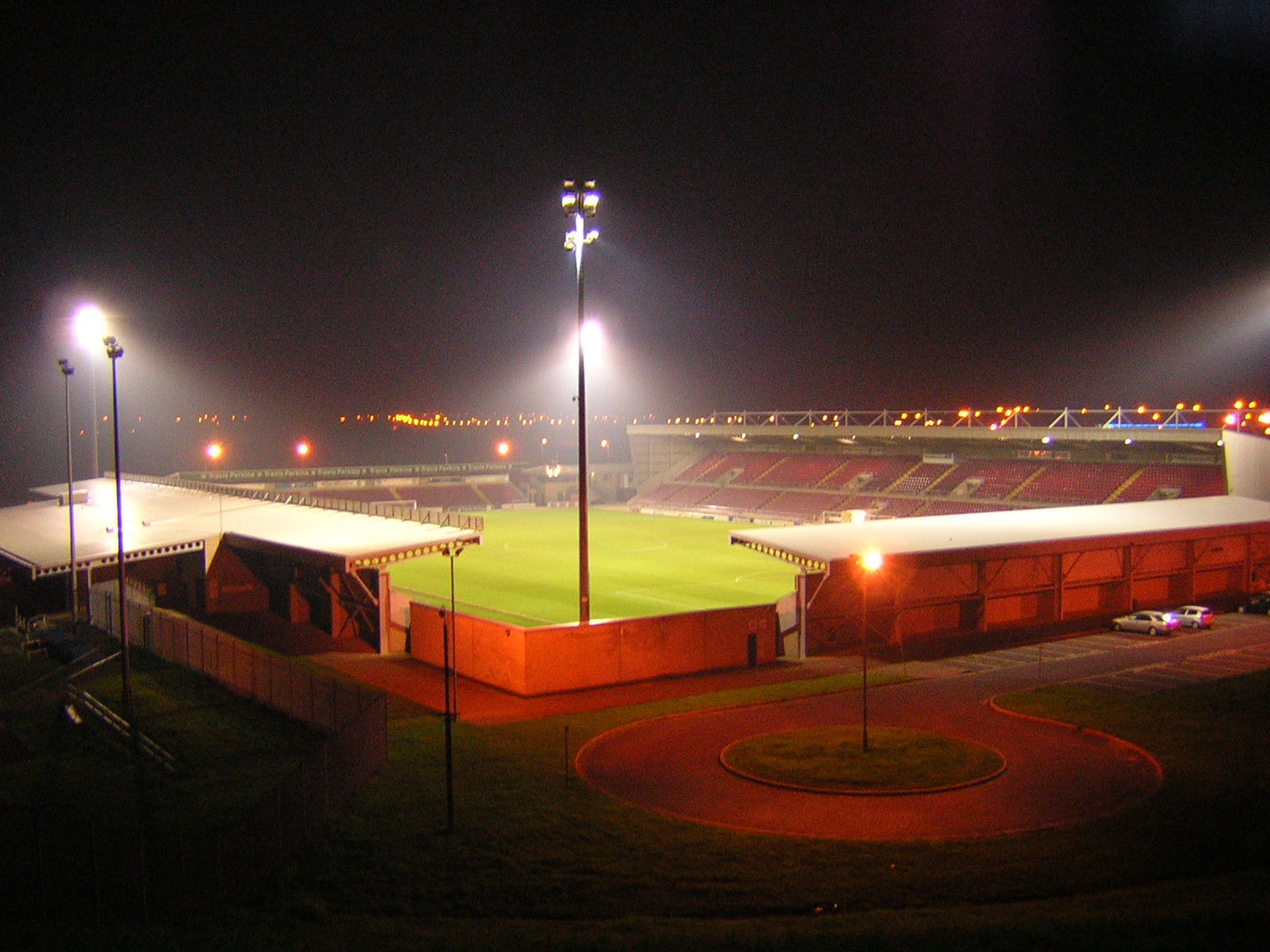
錫斯菲爾斯球場

錫斯菲爾斯球場（Sixfields Stadium）是位於英格蘭北安普顿市中心以西1英哩錫斯菲爾斯地區的 7,653座全坐席運動場，自1994年10月諾咸頓城足球會遷入後一直是球會的主場球場。
看台
「西看台」（West Stand）是當中最大的看台，每個比賽日可以容納接近4,000名主場球迷，亦設有球會辦公室、更衣室和球迷酒吧。「戴夫‧寶雲（北）看台」（Dave Bowen (North) Stand）以球會名宿及前領隊戴夫‧寶雲命名，他曾協助球隊於1960年代由丁組升班到甲組，北看台位於山邊球門後方，可容大約900名觀眾。「阿尔温‧哈格夫（東）看台」（Alwyn Hargrave (East) Stand）位於西看台對面，設有家庭座席（Family Enclosure），可容約1,700名觀眾，通常供主場球迷入座。於2014年開始進行重建。「保羅‧覺斯車身維修（南）看台」（Paul Cox Panel & Paint (South) Stand）位於同型的「戴夫‧寶雲看台」 對面，供作客球迷入座。

## 榮譽

2006-2010年會徽

- 南區丙組聯賽 亞軍：1927/28年、1949/50年；
- 乙組聯賽 亞軍：1964/65年；
- 丙組聯賽 冠軍：1962/63年；
- 丁組聯賽 冠軍：1986/87年；
- 丁組聯賽 亞軍：1975/76年；
- 英乙聯賽冠軍：2015/16年；
- 丙組〈IV〉附加賽 冠軍：1996/97年；
- 英乙聯賽 亞軍：2005/06年；